# Klooster Beočin

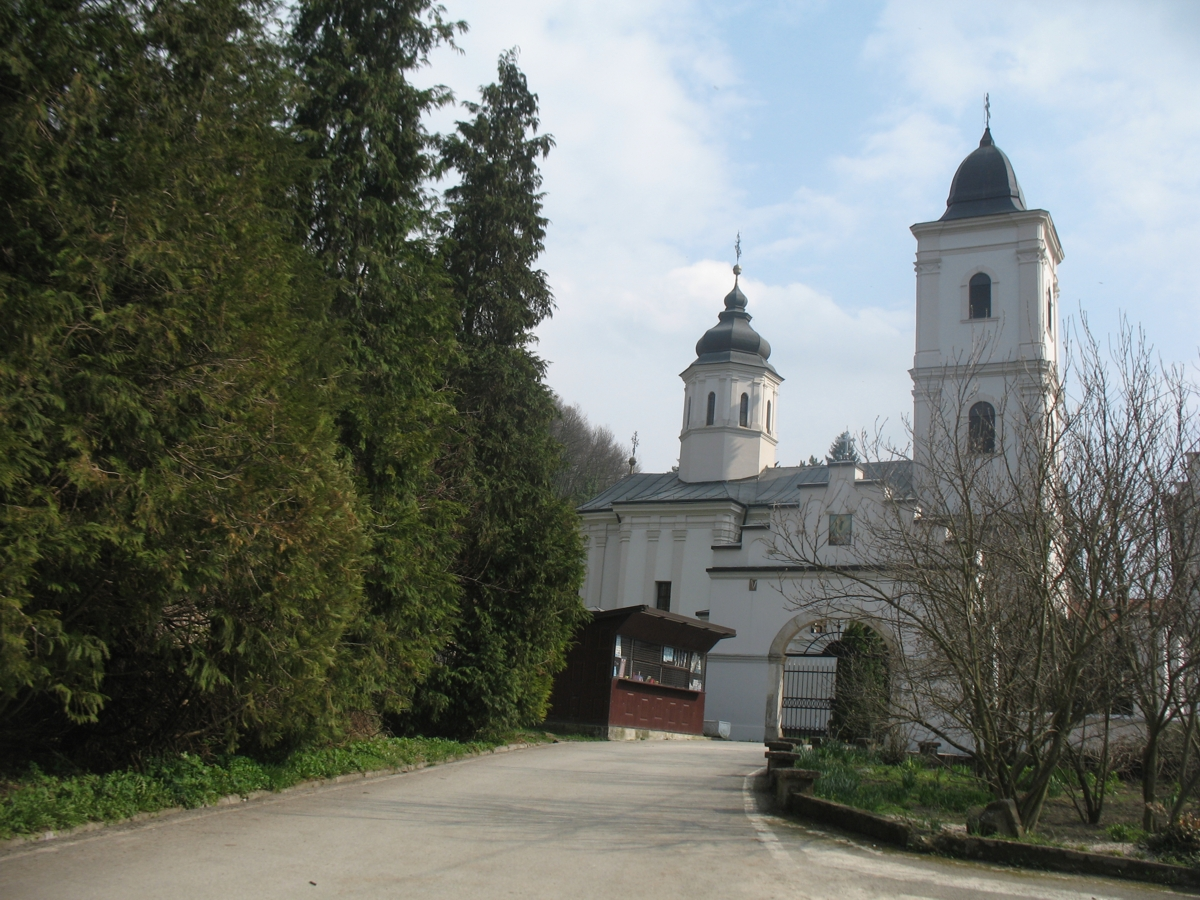
Klooster Beočin

Het klooster Beočin (Servisch: манастир Беочин, manastir Beočin) is een Servisch-orthodox klooster gelegen in de Fruška Gora in de Servische autonome provincie Vojvodina. Het is onbekend wanneer het klooster werd gesticht. De vroegste historische vermeldingen van het klooster dateren uit 1566/1567.